# Johnny Hart (calciatore)
Johnny Hart (Golborne, 8 giugno 1928 – Warrington, 26 novembre 2018) è stato un dirigente sportivo, allenatore di calcio e calciatore inglese, di ruolo attaccante.

## Carriera
Ha giocato per 14 stagioni (tutte in prima divisione tranne la 1950-1951, terminata con una promozione dalla seconda alla prima divisione) con il Manchester City, per complessive 169 presenze e 67 reti in partite di campionato.
Nel 1973, si ritrovò a dover sostituire l'allora tecnico Malcolm Allison a causa dei suoi problemi di salute che lo costrinsero al ritiro.

## Palmarès

### Club

#### Competizioni nazionali
- Coppa d'Inghilterra: 1

Manchester City: 1955-1956